# Dominique Boudou
Pour les articles homonymes, voir Boudou.
Dominique Boudou est un écrivain et poète français né en 1955 à Paris.

## Biographie
Son premier roman, Un grand silence, est paru aux éditions Le Bord de l'eau en 1995 et a reçu le prix Charles-Brisset décerné par l'Association française de psychiatrie.
Il a aussi publié Les boîtes noires aux éditions Gallimard en 1999 et est également l'auteur de deux recueils de poésie aux éditions Opales et Pleine Page : Fragments pour une dormeuse et Quand ta mère te tue.
En 2007, il a traduit en français le premier recueil du poète espagnol Raul Nieto de la Torre, Pas perdus dans des rues vides.
En 2013, il fait paraître Battre le corps aux éditions Le Nouvel Athanor avec une préface de Jean-Luc Maxence.

### Roman
- Un grand silence, éditions Le Bord de l'eau, 1995, prix Charles-Brisset
- Les boîtes noires, éditions Gallimard, 1999

### Essai
- L’école et la danse des ours, éditions Le Bord de l'eau, 2004

### Poésie
- Fragments pour une dormeuse, éditions Opales, 2001
- Quand ta mère te tue, éditions Pleine Page, 2007
- Battre le corps, éditions Le Nouvel Athanor, 2013
- Poète de la face nord, éditions numériques Recours au poème, 2015
- Dans la durée des oiseaux, éditions du Cygne, 2016
- Le long des embrasures, éditions du Cygne, 2018
- Choses revues dans Bordeaux et ailleurs, éditions Aux cailloux des chemins, 2021

Mis pasos son mis versos/Mes pas sont mes vers, édition bilingue,Tarmac,2023

### Anthologie poétique
- L’année poétique, éditions Seghers, 2008
- L’athanor des poètes 1991/2011, éditions Le Nouvel Athanor, 2011
- Enfances, regards de poètes, éditions Bruno Doucey, 2012

### Traduction
- Zapatos de andar calles vacías/Pas perdus dans des rues vides, traduit du poète espagnol Raúl Nieto de la Torre, éditions Pleine Page, 2008